# Барон де Вильерс

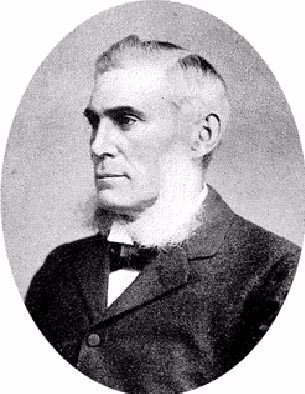
Джон де Вильерс, 1-й барон де Вильерс

Барон де Вильерс из Винберга в Капской провинции в Южно-Африканском Союзе — наследственный титул в системе Пэрства Соединённого королевства. Он был создан 21 сентября 1910 года для известного южноафриканского адвоката и судьи Джона де Вильерса (1842—1914). Он занимал должности генерального атторнея Капской колонии (1872—1874), главного судьи Капской колонии (1874—1910) и главного судьи Южной Африки (1910—1914).
Артур Перси де Вильерс, 3-й барон де Вильерс (1911—2001), окончил колледж Магдален в Оксфорде и работал в качестве адвоката в Окленде (Новая Зеландия). В 1949 году он был принят в Верховный суд Новой Зеландии. Он проживал в Хуапаи в окрестностях Окленда.
По состоянию на 2024 год носителем титула являлся сын последнего, Александр Чарльз де Вильерс, 4-й барон де Вильерс (род. 1940), который стал преемником своего отца в 2001 году.

## Бароны де Вильерс (1910)
- 1910—1914: Джон де Вильерс, 1-й барон де Вильерс (15 июня 1842 — 2 сентября 1914), второй сын Чарльза Кристиана де Вильерса (1811—1854) из Парла[1];
- 1914—1934: Чарльз Перси де Вильерс, 2-й барон де Вильерс (24 ноября 1871 — 10 февраля 1934), старший сын предыдущего[2];
- 1934—2001: Артур Перси де Вильерс, 3-й барон де Вильерс (17 декабря 1911 — 23 марта 2001), старший сын предыдущего[3];
- 2001 — настоящее время: Александр Чарльз де Вильерс, 4-й барон де Вильерс (род. 29 декабря 1940), единственный сын предыдущего[4].

Нет наследника баронского титула.